# Вавилонский раздел

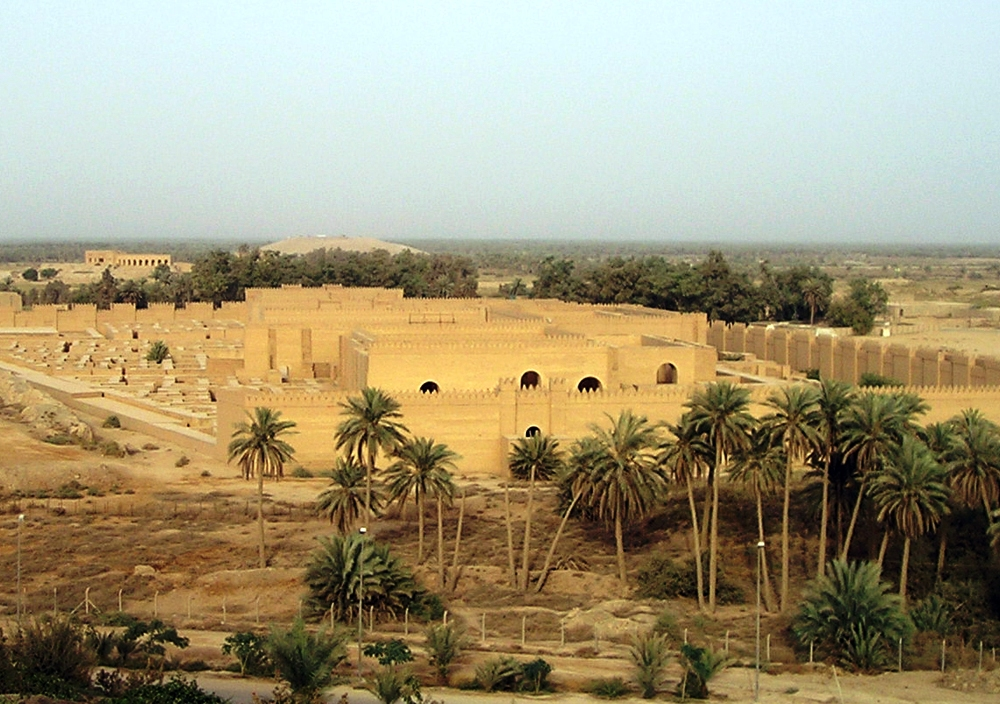
Руины Вавилона, начало XXI века

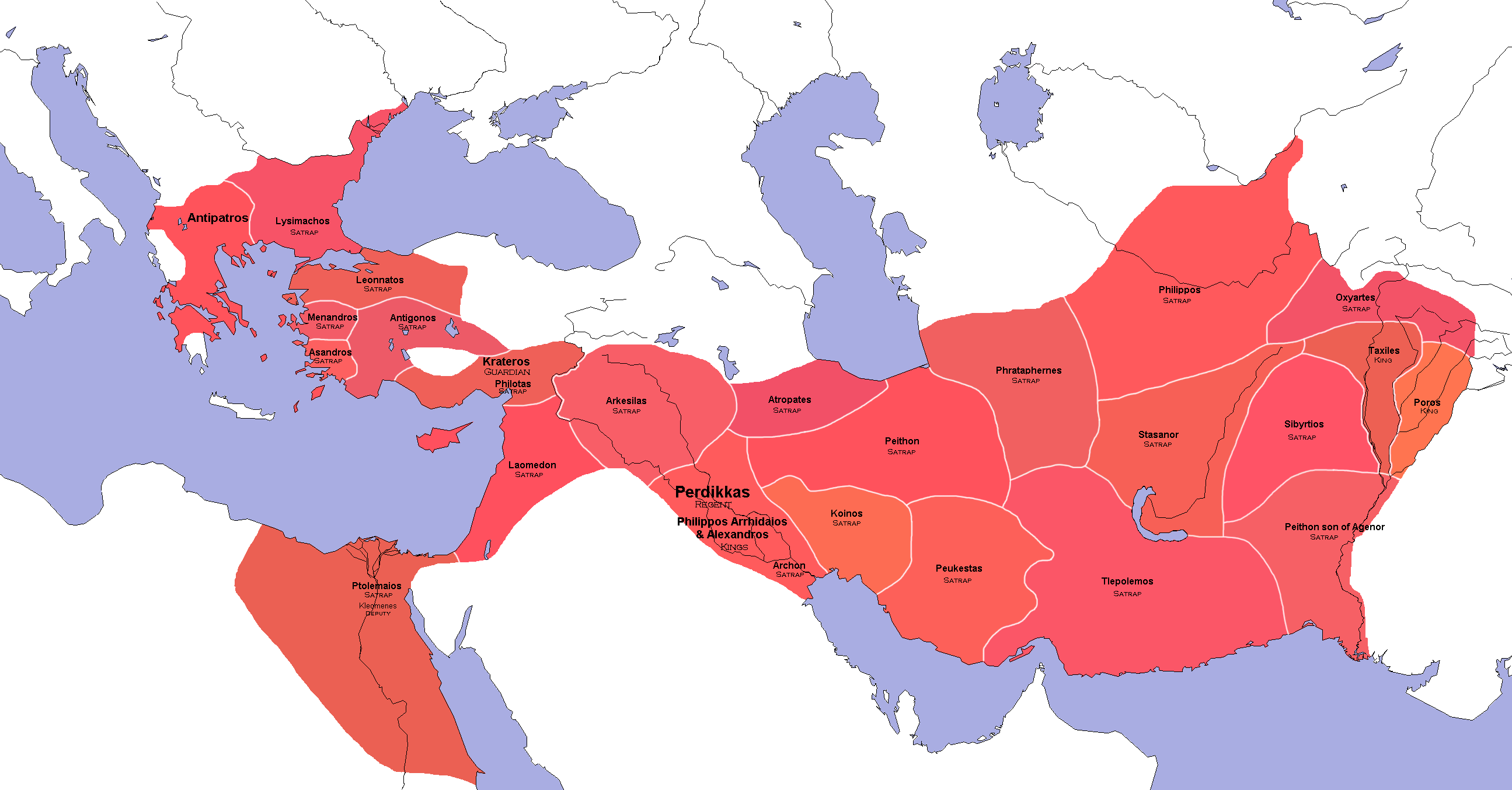
Распределение основных территорий и сатрапий на вавилонском совете (по Арриану и Диодору)

Вавило́нский разде́л, или Вавило́нское соглаше́ние — раздел властных полномочий в Македонской империи после смерти Александра Македонского между его военачальниками в 323 году до н. э. Сразу после смерти Александра возник вопрос относительно престолонаследника. Особенность передачи власти заключалась в том, что никто из реальных претендентов на царский престол физически не мог управлять громадной империей и в случае избрания требовал опеки. Военачальники рассматривали три кандидатуры — малолетнего сына Александра от Барсины Геракла, ребёнка беременной Роксаны, в случае если родится мальчик, и слабоумного единокровного брата Арридея. После короткого периода вооружённого противостояния, в ходе которого был убит один из претендентов на роль регента Мелеагр, реальную власть получил Пердикка.
Пердикка распределил сатрапии и области Македонской империи между военачальниками Александра. Фактически перераспределение властных полномочий после смерти Александра стало основой последующего раскола Македонской империи. С первого же года своего правления Пердикка столкнулся с тем, что бывшие военачальники Александра ставили собственные интересы выше интересов империи. Вскоре между ними началась Первая война диадохов, которая завершилась смертью Пердикки, поражением его партии и новым разделом империи.

## Предыстория
Непосредственно после смерти Александра в 323 году до н. э. возник вопрос относительно престолонаследника. Процесс выбора нового царя описан тремя античными историками — Диодором Сицилийским, Юстином и Квинтом Курцием Руфом. В их трудах содержатся определённые разночтения. Согласно Юстину, во время совета наиболее влиятельный военачальник Пердикка предложил дождаться родов жены Александра Роксаны, которая находилась на последних месяцах беременности. Против такого предложения резко выступил Мелеагр. Он считал, что не следует дожидаться родов, во время которых на свет могла появиться и девочка. Ведь у Александра уже есть сын от Барсины Геракл. Да и не подобает македонянам подчиняться царям, в чьих жилах течёт персидская кровь. Мелеагр выступил за признание царём слабоумного брата Александра Арридея.
Во время последующего противостояния Мелеагр проиграл, а он сам вместе со своими сторонниками был казнён. После победы Пердикка вновь созвал совет военачальников, на котором и произошло перераспределение власти в Македонской империи между приближёнными Александра.

## Раздел
| Сатрапия/область      | Диодор    | Юстин     | Арриан             |
| --------------------- | --------- | --------- | ------------------ |
| Египет                | Птолемей  | Птолемей  | Птолемей           |
| Сирия                 | Лаомедон  | Лаомедон  | Лаомедон           |
| Киликия               | Филота    | Филота    | Филота/Филоксен    |
| Мидия                 | Пифон     | Пифон     | Пифон              |
| Пафлагония            | Эвмен     | Эвмен     | Эвмен              |
| Каппадокия            | Эвмен     | Эвмен     | Эвмен/Никанор      |
| Памфилия              | Антигон   | Неарх     | Антигон            |
| Ликия                 | Антигон   | Неарх     | Антигон            |
| (Великая) Фригия      | Антигон   | Антигон   | Антигон            |
| Ликаония              | —         | —         | Антигон            |
| Кария                 | Асандр    | Кассандр  | Кассандр/Асандр    |
| Лидия                 | Менандр   | Менандр   | Менандр/Клит Белый |
| Геллеспонтская Фригия | Леоннат   | Леоннат   | Леоннат/Арридей    |
| Фракия                | Лисимах   | Лисимах   | Лисимах            |
| Македония и Греция    | Антипатр  | Антипатр  | Антипатр и Кратер  |
| Пенджаб               | Таксил    | Таксил    | Таксил             |
| Пенджаб               | Пор       | —         | Пор                |
| Гандхара              | Пифон     | Пифон     | Пифон              |
| Паропамисады          | Оксиарт   | Оксиарт   | Оксиарт            |
| Арахосия              | Сибиртий  | Сибиртий  | Сибиртий           |
| Гедросия              | Сибиртий  | Сибиртий  | —                  |
| Ария                  | Стасанор  | Стасанор  | Стасандр           |
| Дрангиана             | Стасанор  | Стасанор  | Стасандр           |
| Бактрия               | Филипп    | Аминта    | Стасанор           |
| Согдиана              | Филипп    | Стаганор  | Стасанор           |
| Парфия                | Фратаферн | Филипп    | Филипп             |
| Гиркания              | Фратаферн | Фратаферн | —                  |
| Персида               | Певкест   | Певкест   | Певкест            |
| Кармания              | Тлеполем  | Тлеполем  | Тлеполем           |
| Атропатена            | Атропат   | Атропат   | —                  |
| Вавилония             | Архон     | Архон     | Селевк             |
| Сузиана               | —         | Кен       | Антиген            |
| Месопотамия           | Аркесилай | Аркесилай | Амфимах            |

Вопрос относительно того, каким образом подбирались правители сатрапий, в историографии остаётся открытым. По мнению И. Г. Дройзена, Пердикка стремился не дать вельможам, которые поддержали его притязания на власть, возможности соединиться и устроить новый заговор. По одной из версий автором идеи вознаградить военачальников Александра, тем самым упрочив положение центральной власти, был Птолемей. Все назначенные во время Вавилонского раздела сатрапы были знатного происхождения. Историки Б. Босворт и Я. Зайберт считали, что Пердикка стремился распределить сатрапии таким образом, чтобы наиболее влиятельные военачальники Александра не получили доступа к стратегическим ресурсам для успешного восстания. Также учитывались политическое влияние, этническая принадлежность сатрапа и географическое расположении территории.
Вскоре после гибели Мелеагра собственно и произошло распределение обязанностей и сатрапий Македонской империи. Пердикка получал верховное командование над царскими войсками и право отдавать приказы всем должностным лицам в империи. Звание хилиарха перешло от Пердикки к Селевку, а командование царскими гипаспистами — от Селевка к сыну Антипатра Кассандру. Таким образом, приблизив Кассандра, Пердикка надеялся получить влияние на Антипатра. Африканские владения Александра, включая Египет, перешли в управление Птолемея. Вавилонский раздел не представлял полную перезагрузку власти. 16 сатрапов сохранили свои должности. С одной стороны, это могло свидетельствовать как о принципиальной позиции Пердикки, так и, что более вероятно, слабости нового регента, который не мог себе позволить быстро менять по своему почину назначенных Александром сатрапов. Так, к примеру, Певкест был готов, если потребуется, применить армию для защиты своих владений в Персиде.
В этом контексте довольно показательна ситуация с наместником Македонии Антипатром. Этот военачальник и один из ближайших приближённых отца Александра Филиппа II являлся бессменным фактическим руководителем Македонии во время непрерывных походов Александра. В 324 году до н. э. он попал в опалу. Александр приказал одному из своих самых преданных военачальников Кратеру сменить престарелого Антипатра. Однако на момент смерти Александра Кратер так и не достиг Македонии, а находился в Киликии. Историки выделяют несколько возможных причин такого промедления Кратера. Пердикка имел все основания опасаться неповиновения со стороны Антипатра. Более того, он имел формальный повод для его смещения — приказ Александра 324 года до н. э. Однако новый регент Македонской империи не решился открыто выступить против Антипатра. К тому же известия о смерти Александра могли стать катализатором восстания греков против македонской гегемонии и лишь Антипатр был способен его подавить. Поэтому его оставили правителем Македонии, назначив стратегом, хоть формально и разделили власть в этой области с Кратером, который стал простатом. Несмотря на вышеизложенное, Пердикка урезал владения Антипатра, передав Фракию и прилежащие земли Лисимаху, который отличился особой преданностью Пердикке.
Одну из важных провинций Геллеспонтскую Фригию получил бывший телохранитель Александра Леоннат. Непосредственно после смерти Александра его прочили на должность соправителя Пердикки. По всей видимости, он отказался от притязаний на верховную власть взамен на провинцию, власть над которой обеспечивала ему большее влияние. Пердикка, в свою очередь, охотно передал должность сатрапа над Геллеспонтской Фригией человеку, в преданности которого он не сомневался. Одновременно он устранял с политической сцены возможного соправителя.
Свои причины были и при назначении Эвмена сатрапом Каппадокии и Пафлагонии. Для военачальников Александра выходец из Кардии был чужеземцем. Одновременно, Пердикка был обязан Эвмену урегулированием кризиса в противостоянии за власть непосредственно после смерти Александра. Ум и честолюбие Эвмена заставляли Пердикку опасаться, что в Вавилоне выходец из Кардии станет одним из наиболее влиятельных оппонентов. Передача в управление Эвмену неподвластных македонянам Каппадокии и Пафлагонии должна была выключить этого персонажа из внутриполитической борьбы в империи. Предполагалось, что Эвмен первое время будет занят завоеванием данных провинций. Ещё одним мотивом Пердикки при выделении Эвмену неподвластных македонянам сатрапий было ослабление правителя Фригии Антигона. Пафлагония и Каппадокия находились к северу от его владений. В течение десяти лет, от битвы при Иссе до смерти Александра, между правителем провинций Ариаратом и Антигоном не было каких-либо вооружённых конфликтов, что даёт основания предположить существование между ними неких договорённостей о мирном сосуществовании. Замена Ариарата на лояльного Пердикке ставленника нарушало сложившийся статус-кво в регионе.
К числу новых правителей сатрапий, которые получили власть при Вавилонском разделе, также относились Лаомедон (сатрап Келесирии), Пифон (сатрап южной части Мидии, северная — Мидия Атропатена осталась в управлении прежнего сатрапа и тестя Пердикки Атропата) и Асандр (сатрап Карии).
Малоазийские греки не получили собственного сатрапа. Их полисы сохраняли автономию во внутренних делах, однако подчинялись царю или его регенту, а также платили обязательные взносы в качестве союзников Македонии.

## Итог
Фактически распределение сатрапий в Вавилоне после смерти Александра стало основой последующего раскола Македонской империи, так как предполагало конфликты между новоназначенными правителями. Многие из сатрапов изначально недолюбливали регента империи Пердикку и впоследствии использовали первую же возможность для восстания против его власти.
С первого же года своего правления Пердикка столкнулся с тем, что бывшие военачальники Александра ставили собственные интересы выше интересов центральной власти. Постепенно против Пердикки сложилась коалиция во главе с Антигоном, Птолемеем и Антипатром. Вскоре между ними началась война, которая завершилась гибелью Пердикки, поражением его партии и новым разделом Македонской империи в Трипарадисе.

### Исследования
- Дройзен И. Г. История эллинизма. — Ростов-на-Дону: Феникс, 1995. — Т. 2. — 544 с. — ISBN 5-85880-079-3.
- Ефремов Н. В. Кария между Пердиккой и Антигоном (некоторые примечания к истории западной Малой Азии в ранний период диадохов, 321—317 г. до н. э.) // Проблемы истории, филологии, культуры. — 2012. — Вып. 35, № 1. — С. 3—26. — ISSN 2658-316X.
- Смирнов С. В. Вавилонский "список сатрапий": проблемы источников // Мнемон: исследования и публикации по истории античного мира. — 2015. — № 15. — С. 264—274. — ISSN 1813-193X.
- Смирнов С. В. От Вавилона до Трипарадиса: малые диадохи в контексте политической истории раннего эллинизма // Восток. Афро-азиатские общества: история и современность. — 2015. — № 5. — С. 73—79. — ISSN 2713-0401.
- Шофман А. С. Распад империи Александра Македонского / Печатается по постановлению редакционно-издательского совета Казанского университета. Отв. редактор В. Д. Жигунин. — Казань: Издательство Казанского университета, 1984.
- Anson Edward M. Eumenes of Cardia: A Greek among Macedonians (англ.). — Second edition. — Leiden; Boston: Brill, 2015. — (Mnemosyne Supplements, History and Archaeology of Classical Antiquity, vol. 383). — ISBN 978-90-04-29717-3.
- Bosworth A. B. Chapter 2. The Politics of the Babylon Settlement // The Legacy of Alexander : Politics, Warfare, and Propaganda under the Successors. — Oxford: Oxford University Press, 2002. — P. 29—63. — ISBN 978-0-19-171520-4. — doi:10.1093/acprof:oso/9780198153061.003.0002.
- Chugg A. M. Concerning Alexander the Great: A Reconstruction of Cleitarchus (англ.). — AMC Publications, 2015. — ISBN 978-0-9556790-8-7.
- Meeus A. The Power Struggle of the Diadochoi in Babylon, 323 BC (англ.) // Ancient Society. — Peeters Publishers, 2008. — Vol. 38. — P. 39—82. — JSTOR 44080262.
- Muccioli Federicomaria. Peucesta, tra lealismo macedone e modello persiano (итал.) // Electrum : Journal of Ancient History  / Editor-in-Chief: Edward Dąbrowa[пол.]. — Cracow: Department of History, Jagiellonian University, 2017. — 19 dicembre (v. 24). — P. 75—91. — ISSN 2084-3909. — doi:10.4467/20800909EL.17.022.7504.